# 安仁站 (韩国)
安仁站（：／ Anin yeok */?）是嶺東線沿線的一座鐵路車站，位於韓國江原道江陵市江東面。

## 历史
- 1962年11月6日 - 落成使用[1]。

## 相鄰車站
韓國鐵道公社
嶺東線
正東津－安仁－青良信號場